# Любомирский, Ежи Игнацы
Князь Ежи Игнацы Любомирский (15 марта 1687 — 19 июля 1753) — государственный и военный деятель Речи Посполитой, писарь польный коронный (1726—1732), полковник коронной гвардии (1744), хорунжий великий коронный (1746—1753), генерал польской и саксонской армии. Претендент на трансильванский и польский престолы после смерти Августа II Сильного.

## Биография
Представитель знатного польского магнатского рода Любомирских герба «дружина». Старший сын гетмана великого коронного и каштеляна краковского, князя Иеронима Августина Любомирского (1647—1706) и Констанции Бокум (ум. 1704). Младшие братья — староста болемовский Ян Казимир (ум. 1736/1737) и мечник великий коронный Александр Якуб (1695—1772).
Владелец Жешува, Розвадова и Желехува. Построил монастырь ордена капуцинов в Розвадове, который сейчас является Сталёва-Воля. В 1723 году выкупил из рода Розвадовских их владения. В 1726 году Ежи Игнацы Любомирский получил должность писаря польного коронного и Орден Белого орла. В 1744 году получил чин полковника королевской гвардии. В 1746 году Ежи Игнацы Любомирский был назначен хорунжим великим коронным.
Был похоронен в склепе капуцинского монастыря в Розвадове.

## Семья и дети
Был дважды женат. В 1719 году первым браком женился на Марианне Белинской (ок. 1685—1730), дочери маршалка великого коронного Казимира Людвика Белинского (ум. 1713) и Людвики Марии Морштын (ум. 1730), любовнице польского короля Августа II Сильного. Дети:
- Теодор Иероним Любомирский (1720—1761), полковник коронной гвардии (1749), генерал-лейтенант (1753), чашник великий коронный (1759—1761), староста богуславский
- Марианна Любомирская, жена каштеляна войницкого Адама Иордана

В 1737 году вторично женился на баронессе Иоганне фон Штейн (1723—1783), от брака с которой имел трёх сыновей и двух дочерей:
- Адольф Любомирский (ум. до 1775)
- Ежи Любомирский (1751—1797), генерал-майор коронных войск
- Франтишек Григорий Любомирский (1752—1812), камергер Австрии, подкоморий великий коронный Королевства Галиции и Лодомерии
- Юзефа Любомирская, жена князя Адама Понинского (1732—1798)
- Барбара Любомирская, 1-й муж староста хмельницкий, князь Каспер Любомирский (1724—1780), 2-й муж генерал князь Каллист Понинский (1753—1817), 3-й муж Александр Винницкий